# Diocèse de Concepción
Ne doit pas être confondu avec Archidiocèse de Concepción ou Diocèse de Concepción en Paraguay.
Le diocèse de Concepción (en latin : Dioecesis Sanctissimae Conceptionis in Argentina ; en espagnol : Diócesis de Concepción) est un diocèse de l'Église catholique en Argentine, suffragant de l'archidiocèse de Tucumán.

## Territoire
Il comprend huit départements de la province de Tucumán : Chicligasta, Graneros, Juan Bautista Alberdi, La Cocha, Leales, Monteros, Río Chico et Simoca avec un territoire d'une superficie de 10 000 km2 divisé en 22 paroisses.
Le siège épiscopal est dans la ville de Concepción où se trouve la cathédrale de l'Immaculée-Conception.

## Historique
Le diocèse est érigé le 12 août 1963 par la constitution apostolique Condere dioecesim du pape Paul VI en prenant une partie du territoire de l'archidiocèse de Tucumán dont Concepción devient suffragant.

## Évêques
- Juan Carlos Ferro (12 août 1963 - 7 mars 1980)
- Jorge Arturo Meinvielle, S.D.B (8 novembre 1980 - 23 avril 1991), nommé évêque de San Justo
- Bernardo Enrique Witte, O.M.I (8 juillet 1992 - 28 juillet 2001)
- Armando José María Rossi, O.P (28 juillet 2001 - 19 mars 2020)
- José Melitón Chávez (19 mars 2020 - 25 mai 2021)
- José Antonio Díaz, depuis le 26 juin 2021